# Poranek

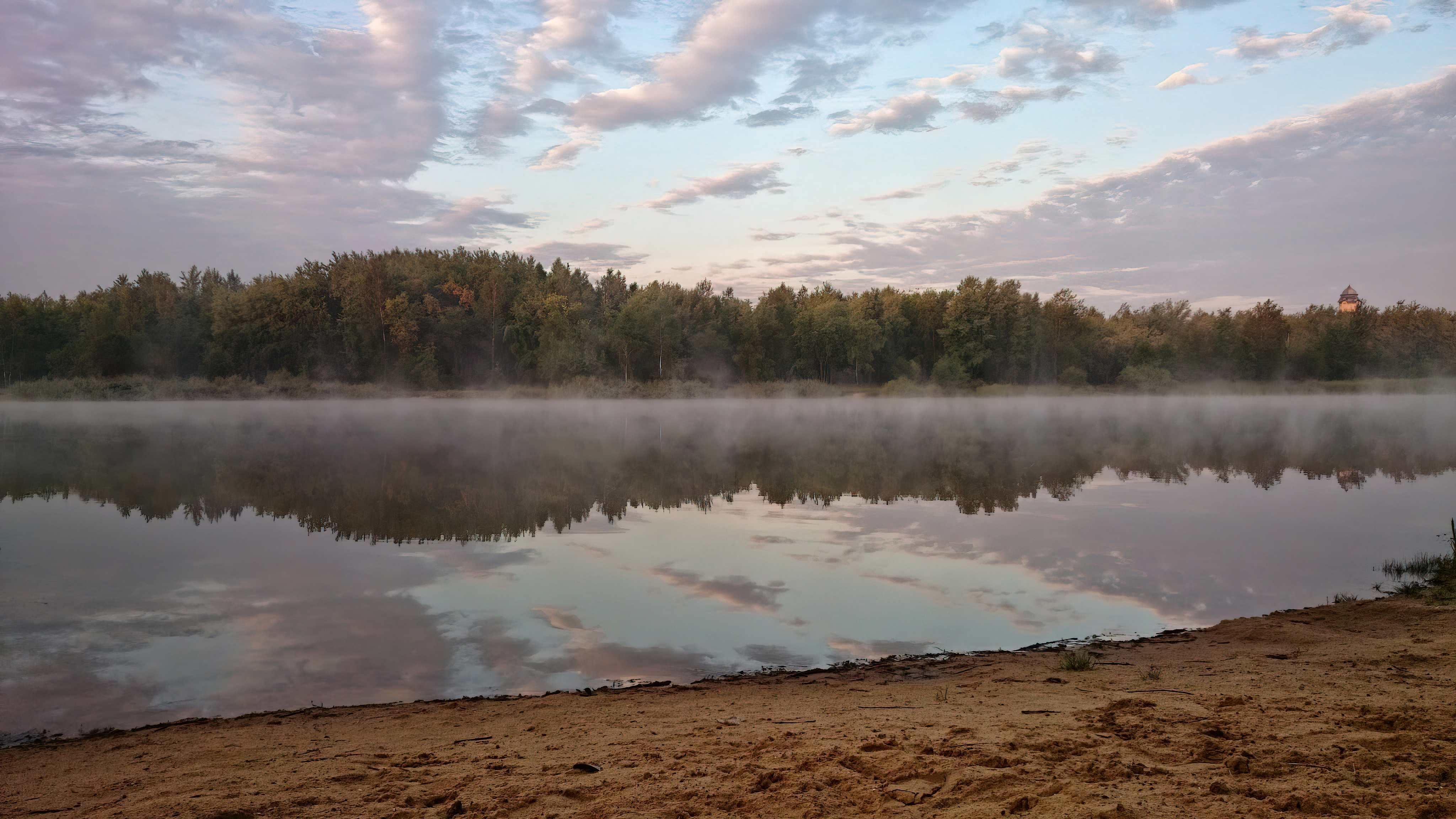
Poranna mgła w Katowicach nad stawem Borki

Poranek, także ranek lub rano – dający się obiektywnie wyróżnić moment w ciągu doby jako wczesna część dnia (pora dnia), mająca miejsce około wschodu słońca i trwająca do południa; Okolicznik czasu  definiujący początek dnia – czas gdy zaczyna się aktywność Słońca. Określenie służące do odmierzania przybliżonego czasu, wywodzące się z okresu w dziejach ludzkości gdy czas określany był na podstawie ruchu słońca. Jako początek poranka spotyka się definicje wiążącą go z bezpośrednim okresem po przebudzeniu osoby bardziej niż aktywnością słońca. Ten typ postrzegania poranka pojawił się wraz z pojawieniem się sztucznego oświetlenia i towarzyszącą mu niezależnością od  naturalnego światła. 

## Ramy czasowe
Dokładne ramy czasowe są umowne. W wielu krajach europejskich jako rano uznaje się okres od godz. 6 do 12 i jest to najczęściej przyjmowana definicja. Encyklopedia Britannica definiuje jako czas od 5 do 12.  Uniwersalna encyklopedia teraźniejszości i przeszłości Augusta Pierera z 1860 roku określa poranek jako czas tuż przed lub po wschodzie słońca, z nieokreślonym limitem, ale zwykle do 3 godzin przed południem lub jako czas po godzinie 12 w nocy do południa godziny 12. W Rosji, aż do początku 1920 roku, słowo "poranek" (ros: утро) było oficjalnym dodatkiem wyjaśniającym porę dnia jako przedział 6 do 11 – na przykład w rozkładach jazdy pociągów pasażerskich opublikowanych w gazecie "Gudok" w 1921 r.

## Etymologia
Słowo rano wywodzi się od starosłowiańskiego słowa ranъ oznaczający 'wczesny', które zostało wyrażone w formie rzeczownikowej rano 'wcześnie'. W XV-wiecznej polszczyźnie słowo rano oznaczało również 'jutro', ale już w XVII to znaczenie wymarło. Do końca XVII w. rano oznaczało wczesny świt. Ogólniejsze znaczenie funkcjonujące do dziś pojawiło się w XVIII w., kiedy to też rano stało się synonimem ranka i poranka.

### Podział poranka
Między polszczyzną XV- a XIX-wieczną funkcjonował również podział poranka. Wczesny poranek był nazywany wtedy przedświtem, brzaskiem bądź zarankiem. Okres tuż przed wschodu Słońca nazywano przededniem bądź świtem, natomiast okres po wschodzie Słońca nazywano już ranem, rankiem czy też podkurkiem.

## Znaczenie kulturowe

### W mowie
W wielu językach istnieje specjalna fraza na przywitanie w okresie poranka. Przykładem tego jest: angielskie good morning, niemieckie guten Morgen czy też czeskie dobré ráno. Dokładne godziny w których to sformułowanie jest użyte nie jest jednak ścisłe i zależy od zawodu osoby do której się mówi. W języku polskim takie sformułowanie nie funkcjonuje.

### W religii
Wiele religii posiada modlitwę poranną, w tym katolicyzm, gdzie jest nazywana jutrznią oraz jest poprzedzona wezwaniem. Innymi przykładami są: islamski salat al-fadżr czy też judaistyczna modlitwa szacharit.

### W literaturze
W XIX-wiecznej epopei narodowej Adama Mickiewicza pt. Pan Tadeusz w księdze szóstej pt. „Zaścianek” znajduje się dokładny opis poranka. Kunsztowność tego opisu sprawiła, że on wraz z innymi opisami przyrody został nazwany  „niedościgłym arcydziełem malarstwa poetyckiego”.
W Biblii poranek występuje jako jedna z dwóch koncepcji jako początek dnia, przy czym dni są liczone od poranka do poranka wiążąc jednocześnie poranek ze wschodem słońca i pojawieniem się światła słonecznego.

### W muzyce
Zainspirowany porankami norweski kompozytor Edvard Grieg napisał utwór suita Peer Gynt nr 1 w którym znajdował się fragment o nazwie Poranek. Po raz pierwszy utwór ten został zaprezentowany w dramacie Henrika Ibsena Peer Gynt. Fragment ten stał się na tyle popularny, że wiele osób zna ten utwór nie znając jego nazwy, kompozytora czy też dramatu dla którego był stworzony. Innymi przykładami poranka jako inspiracji do utworów są: Le Matin Josepha Haydna czy też początkowy fragment Also sprach Zarathustra Richarda Straussa.